# Экспрессионизм (театр)

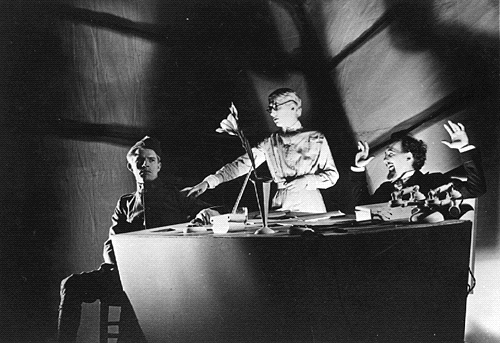
Экспрессионизм на американском спектакле

Экспрессионизм — модернистское движение в драматургии и театре, которое сложилось в Европе (в основном Германии) в первые десятилетия XX века и позднее в США. Является частью более широкого экспрессионистского движения в искусстве.

## История
Германия была увлечена экспрессионистским движением в начале XX века, наиболее известными авторами экспрессионистских представлений были Георг Кайзер и Эрнест Толлер. Известными драматургами были Райнхард Зорге, Ханс Хенни Янн и Арнольт Броннен. Они считали шведского и германского драматургов Августа Стриндберга и Франка Ведекинда предшественниками их драматургических экспериментов.
Произведение Оскара Кокошки «Убийца, Надежда Женщин» было первой полной экспрессионистской работой для театра, которую начали показывать с 4 июля 1909 в Вене. В пьесе неназванный мужчина и женщина борются за доминирование. Мужчина сдаётся женщине; она заключает его в тюрьму. Он сбегает, и она умирает от его прикосновения. Первой значительной экспрессионистской пьесой был «Сын» Вальтера Газенклевера (первое представление состоялось в 1916 году).

## Стиль
Экспрессионистские пьесы часто вызывают духовное пробуждение и страдания их героев, которые называются станциями драмы, смоделированных на страдании и смерти Иисуса, на «Стадии креста». Август Стриндберг был пионером в этой области с его автобиографической трилогией «Путь в Дамаск».
Пьесы часто делают акцент на буржуазные ценности и признанные авторитеты, выступающие, чаще всего, в роли отца. В пьесе Рейнхарда Зорге «Нищий» (Der Bettler) отец молодого героя бредит про перспективу интеллектуального богатства Марса, и протагонист решает отравить его. В произведении Арнольда Броннена Измена Родине сын закалывает своего деспотичного отца до смерти только для того, чтобы отбиться от сексуальных приставаний своей матери. В экспрессионистской драме текст написан экспансивно, восторженно. Леопольд Йесснер обрёл известность благодаря своим экспрессионистским спектаклям, которые стали его визитной карточкой.
В 1920-е годы экспрессионизм получил самое высокое распространение в своей истории, так как появились пьесы Софи Трэдуэлл, Лайоша Эгри и Элмера Райса.